# Elecciones estatales de San Luis Potosí de 2009
Las elecciones estatales de San Luis Potosí de 2009 tuvieron lugar el domingo 5 de julio de 2009, simultáneamente con las Elecciones federales y en ellas serán renovados los siguientes cargos de elección popular en el estado mexicano de San Luis Potosí:
- Gobernador de San Luis Potosí. Titular del Poder Ejecutivo del estado, electo para un periodo de seis años no reelegibles en ningún caso. El candidato electo fue Fernando Toranzo Fernández
- 58 Ayuntamientos. Compuestos por un Presidente Municipal y regidores, electos para un periodo de tres años no reelegibles para el periodo inmediato.
- 27 Diputados al Congreso del Estado. 15 electos por mayoría relativa en cada uno de los Distrito Electorales y 12 por el principio de representación proporcional mediante un sistema de listas.

## Resultados electorales

### Gobernador
|  | 45.38 % |

|  | 41.92 % |

|  | 8.57 % |

|  | 0.06 % |

|  | 4.05 % |

|  | 100.00 % |

### Ayuntamientos
| Partido/Coalición | Partido/Coalición                    | Municipios |
| ----------------- | ------------------------------------ | ---------- |
|                   | Partido Acción Nacional              | 26         |
|                   | Partido Revolucionario Institucional | 21         |
|                   | Partido de la Revolución Democrática | 5          |
|                   | Partido Verde Ecologista de México   | 1          |
|                   | Partido del Trabajo                  | 1          |
|                   | Convergencia                         | 0          |
|                   | Partido Nueva Alianza                | 1          |
|                   | Partido Socialdemócrata              | 0          |
|                   | Partido Conciencia Popular           | 3          |
| Fuente:           |                                      |            |

#### Ayuntamiento de San Luis Potosí
|  | 43.90 % |

|  | 35.57 % |

|  | 7.82 % |

|  | 6.65 % |

|  | 0.12 % |

|  | 5.91 % |

|  | 100.00 % |

#### Ayuntamiento de Soledad de Graciano Sánchez
- Ricardo Gallardo Juárez  Hecho

#### Ayuntamiento de Ciudad Valles
- María Teresa del Socorro Orta  Hecho

#### Ayuntamiento de Matehuala
- Francisco Javier Hernández Loera  Hecho

#### Ayuntamiento de Río Verde
- Hilario Vázquez Solano  Hecho

#### Ayuntamiento de Xilitla
- Carlos Emmanuel Llamazares  Hecho

#### Ayuntamiento de El Naranjo
- Alexander López García  Hecho

### Diputaciones
| Partido/Alianza | Partido/Alianza                      | Distritos |
| --------------- | ------------------------------------ | --------- |
|                 | Partido Acción Nacional              | 9         |
|                 | Partido Revolucionario Institucional | 6         |
|                 | Partido de la Revolución Democrática | 0         |
|                 | Partido Verde Ecologista de México   | 0         |
|                 | Partido del Trabajo                  | 0         |
|                 | Convergencia                         | 0         |
|                 | Partido Nueva Alianza                | 0         |
|                 | Partido Socialdemócrata              | 0         |
|                 | Partido Conciencia Popular           | 0         |
| Fuente:         |                                      |           |

## Encuestas preelectorales
| Encuestadora                          | Fuente | Fecha                 | Zapata | Toranzo | Robledo | NS/NC |
| ------------------------------------- | ------ | --------------------- | ------ | ------- | ------- | ----- |
| Consultores y Marketing Político S.C. | [ 2 ]  | 25 de junio de 2009   | 47.0   | 39.0    | 10.0    | 4.0   |
| El Universal                          | [ 3 ]  | Junio de 2009         | 48.0   | 45.0    | 7       |       |
| Beltrán y Asociados                   | [ 4 ]  | 20 de marzo de 2009   | 47.0   | 43.0    |         |       |
| Pentamarketing-El Sol de San Luis     | [ 5 ]  | 18 de marzo de 2009   | 32.0   | 34.0    | 17.0    | 17.0  |
| Pentamarketing-El Sol de San Luis     | [ 6 ]  | 14 de febrero de 2009 | 37.0   | 33.0    | 10.0    | 20.0  |

## Elecciones internas de los partidos políticos

### Partido Acción Nacional
El primer pronunciamiento de interés en ser candidato del PAN a gobernador de San Luis Potosí se dio el 8 de enero de 2008, al anunciar su postulación el ex Secretario del Trabajo y exsenador por el estado, Francisco Javier Salazar Sáenz. Ante ello, otro de los posibles aspirantes, el senador Alejandro Zapata Perogordo declaró que no eran los tiempos indicados para manifestar su interés o no en participar en la contienda electoral.
El 5 de septiembre del mismo año el dirigente nacional del PAN, Germán Martínez Cázares, se reunió con tres aspirantes a la candidatura del partido al Gobierno del Estado, Eugenio Govea Arcos, Francisco Javier Salazar Sáenz y Alejandro Zapata Perogordo, comprometiéndose los tres a preservar la unidad en el proceso interno de elección. El 12 de septiembre el PAN publicó formalmente la convocatoria a la elección de candidato a Gobernador, selándose que el proceso de selección se llevará a cabo el día 7 de diciembre de 2008 y el proceso de registro se realizará desde la publicación de la convocatoria hasta el día 30 de septiembre pudiendo solicitar su registro como aspirantes tanto miembros activos como adherentes del partido, así como externos; así mismo están llamados a votar los miembros tanto activos como adherentes.
El 18 de septiembre Alejandro Zapata Perogordo solicitó formalmente licencia como senador por tiempo indefinido a partir del 6 de octubre, y el 19 de septiembre el alcalde de San Luis Potosí, Jorge Lozano Armengol, descartó nuevamente tener algún interés en participar en la elección interna del partido. El 22 de septiembre, Govea, Salazar y Zapata firmaron formalmente un pacto de unidad rumbo a la contienda interna; y al día siguiente Eugenio Govea solicitó formalmente licencia como senador con fecha del 6 de octubre.
El primer registro oficial ocurrió el 26 de septiembre, de Eugenio Govea Arcos; el 27 de septiembre se registró Alejandro Zapata Perogordo. y el día 28 el de Francisco Javier Salazar Sáenz, siendo oficialmente aceptados sus registros el 3 de octubre, con lo cual quedaron registrados los tres precandidatos.
El 10 de noviembre de 2008, Francisco Javier Salazar Sáenz, declinó de su candidatura y anunció que se sumaba a la precandidatura de Alejandro Zapata Perogordo, a esta adhesión se sumó el 28 de noviembre el alcalde de San Luis Potosí, Jorge Lozano Armengol.
Los resultados de la elección interna del 7 de diciembre fueron los siguientes:
|  | 43.19 % |

|  | 56.81 % |

Los resultados electorales dieron la candidatura a Alejandro Zapata Perogordo, sobre su contrincante Eugenio Govea Arcos, que el mismo día reconoció su desventaja, y al día siguiente, 8 de diciembre se reincorporó al cargo de Senador. El 9 de diciembre el Comité Estatal del PAN declaró la validez de los resultados de los comicios.
Sin embargo, el 8 de diciembre y tras reintegrarse a su cargo de Senador, Eugenio Govea Arcos declaró que había sido víctima de un fraude electoral, al que denominó cochinero, y responsabilizó de éste al presidente nacional del PAN, Germán Martínez Cázares y al presidente de la Comisión Nacional de Elecciones, José Espina; lo cual fue negado por el mismo José Espina, quién manifestó que todo el proceso de llevó a cabo apegado a la legalidad.
Alejandro Zapata Perogordo rindió protesta como candidato del PAN y del PANAL a Gobernador de San Luis Potosí el 22 de marzo de 2009, siendo registrado ante el Consejo Estatal Electoral y de Participación Ciudadana el mismo día.

### Partido Revolucionario Institucional
El 4 de marzo de 2008 hizo público su interés de ser candidato del PRI a Gobernador del Estado el empresario José Luis Romero Calzada; el 16 de junio el senador Carlos Jiménez Macías declaró públicamente su intención de ser candidato a gobernador, manifestando además la intención de conformar un frente de partidos opositores al PAN en el gobierno, y a esta declaración se unió el 20 de junio, durante la reunión plenaria de la bancada del PRI en la Cámara de Diputados la del diputado federal Jesús Ramírez Stabros, quien también manifestó su interés en la candidatura.
El 8 de agosto de 2008 un grupo de mujeres priistas anunció su apoyo a la postulación de Juan Carlos Machinena Morales como candidato del PRI a Gobernador; el 17 de septiembre trascendió la intención de Víctor Mahbub Mata, presidente del equipo de fútbol Pumas de la UNAM, de también participar en la elección interna del candidato del PRI a Gobernador. y el 24 de septiembre, Carlos Jiménez Macías reiteró su intención de participar en la elección interna de su partido.
El 26 de septiembre el Consejo Político Estatal del PRI decidió que la elección del candidato a gobernador se hiciera mediante una consulta abierta a los militantes en una fecha entre el 16 de octubre y el 14 de diciembre de 2008; y el 1 de octubre Juan Carlos Machinena Morales confirmó su intención de participar en la elección interna del partido. Sorpresivamente, el día 7 de octubre el exdiputado priista y excandidato a gobernador por el PRD, Elías Dip Ramé, manifestó su interés en ser candidato de una alianza amplia opositora al PAN que pudiera incluir al PRI, definiéndose a sí mismo como priísta.
El 15 de octubre todos los Presidente Municipales de extracción priista en San Luis Potosí firmaron un documento en que dan su apoyo a Jesús Ramírez Stabros para ser el candidato a Gobernador, manifestándose además a favor de la postulación de un candidato de unidad y no a la realización de una consulta interna, el 18 de octubre se unieron a este mismo apoyo y solicitud 50 de los 58 líderes de los comités municipales del PRI en los municipios del estado.
Ante ello, los otros aspirantes, Carlos Jiménez Macías, José Luis Machinena Morales y José Luis Romero Calzada denunciaron que el presidente del Comité Estatal del PRI, Adolfo Micalco Méndez, promueve indebidamente la candidatura de Ramírez Stabros propiciando una contienda inequitativa y anunciaron que demandarán ante el Comité Ejecutivo Nacional que éste organize la consulta abierta para elegir al candidato, tras esto un grupo de informes tomó las instalaciones del comité estatal del PRI, agrediendo al presidente estatal Micalco Méndez. Finalmente, el 10 de noviembre tanto Micalco como el secretario general Aurelio Gancedo Rodríguez solicitaron licencia a sus cargos y se sumaron a las aspiraciones de Jesús Ramírez Stabros.
El 11 de noviembre se anunció que la convocatoria a la elección del candidato a la gubernatura sería publicada el 25 de noviembre y que en ella se establecerá que el 18 de enero de 2009 se llevará a cabo la elección del candidato mediante consulta abierta a la base militante. Dicha convocatoria fue finalmente publicada el 9 de diciembre, oficializándose en ella la fecha del 18 de enero para la elección del candidato mediante consulta abierta, estableciéndose además el 20 de diciembre como fecha de registro de los candidatos.
El 20 de noviembre un nuevo aspirante a la candidatura a gobernador, Miguel Martínez Castro, manifestó su interés en participar, y Carlos Jiménez Macías se declaró listo para participar en la consulta abierta a la base, aunque en unión de todos los restantes aspirantes con excepción de Ramírez Stabros se pronunció por la posibilidad de la búsqueda de una candidatura de unidad.
El 11 de diciembre, Jesús Ramírez Stabros solicitó licencia como diputado federal para buscar la candidatura, y sorpresivamente, el 12 de diciembre, Fernando Toranzo Fernández, hasta ese día Secretario de Salud del gobernador panista Marcelo de los Santos, renunció a dicho cargo y anunció su interés en ser buscar la candidatura del PRI a Gobernador; finalmente, el 17 de diciembre de 2008, Carlos Jiménez Macías solicitó licencia como senador para buscar la candidatura de su partido a Gobernador de San Luis Potosí.
ø
El 21 de diciembre, día señalado por la convocatoria para el registro de precandidatos, quedaron oficialmente registrados cuatro precandidatos: Jiménez Macías, Machinena Morales, Ramírez Stabros y Toranzo Fernández.
El 18 de enero de 2009 se llevó a cabo el proceso de elección, a la noche del mismo día la comisión de procesos internos suspendió el cómputo y postergó el anuncio del ganador para el lunes 19 de enero, sin embargo, tanto Jesús Ramírez Stabros como Fernando Toranzo Fernández de proclamaron ganadores la misma noche y realizaron festejos de triunfo. El 19 de enero la Comisión estatal declaró formalmente ganador de la elección interna a Fernando Toranzo Fernández, al computarse los votos de 56 de los 57 municipios en que se instalaron casillas.
El principal competidor de Toranzo, Jesús Ramírez Stabros, desconoció los resultados y anunció que los impugnará por considerar que hubo una intervención indebida del gobierno del estado para favorecer a Fernando Toranzo, en lo que denominó una elección de estado. Finalmente el 21 de enero la Comisión Estatal de Procesos Internos declaró formalmente ganador de la candidatura a Gobernador a Fernando Toranzo Fernández al haber obtenido un total de 65,360 votos y le entregó la constancia de mayoría correspondiente.
| Precandidato               | Precandidato                     | Votos  | Porcentaje |
| -------------------------- | -------------------------------- | ------ | ---------- |
|                            | Carlos Jiménez Macías            | 12,046 |            |
|                            | Juan Carlos Machinena Morales    | 3,890  |            |
|                            | Jesús Ramírez Stabros            | 51,974 |            |
|                            | Fernando Toranzo Fernández Hecho | 65,360 |            |
| Fuente: Comisión Electoral |                                  |        |            |